# Servando Sánchez
Servando Sánchez Barahona (San Fernando, 2 de junio de 1984), conocido como Servando, es un exfutbolista y entrenador español que jugaba como defensa. Es hermano del también futbolista Germán Sánchez.

## Trayectoria
El futbolista ha militado en el Roquetas de Almería, el Real Oviedo, el San Fernando, el Atlético Aviación, filial del Atlético de Madrid, el San Roque de Lepe de Huelva y el Díter Zafra de Extremadura.
Servando forma parte de la plantilla del Real Jaén durante tres temporadas. En 2014, llega un acuerdo con la entidad jiennense para rescindir el año de contrato que le quedaba y a firmar por el Cádiz CF, la última campaña en Jaén disputó 34 partidos de Liga y los que se perdió fueron por lesión no sanción.Servando lleva actualmente 132 partidos jugados en los que lleva 6 goles. En el encuentro contra el Tenerife de copa del rey 2018-2019, tras un choque con su portero David Gil, se lesionó de gravedad y no volvió a jugar más en lo que restaba de temporada con el conjunto cadista y tal vez fue su final en el fútbol profesional.
Después de esa temporada y debido a diche lesión abandono su carrera como futbolista.

## Clubes
| Club              | País   | Año       |
| ----------------- | ------ | --------- |
| San Fernando      | España | 2002-2004 |
| Atlético Aviación | España | 2004-2005 |
| Díter Zafra       | España | 2005-2006 |
| Oviedo            | España | 2006-2007 |
| Jerez Industrial  | España | 2007-2009 |
| San Roque         | España | 2009-2010 |
| Roquetas          | España | 2010-2011 |
| Real Jaén C.F.    | España | 2011-2014 |
| Cádiz C. F.       | España | 2014-2019 |

## Palmarés
| Título                        | Club                    | País   | Año     |
| ----------------------------- | ----------------------- | ------ | ------- |
| Copa Real Federación Española | C. D. San Roque de Lepe | España | 2009/10 |
| Segunda División B - Grupo IV | Real Jaén C. F.         | España | 2012/13 |
| Segunda División B - Grupo IV | Cádiz C. F.             | España | 2014/15 |

#### Logros
- Ascenso a Segunda División con el Real Jaén CF en 2013.
- Ascenso a Segunda División con el Cádiz CF en 2016.